# Brescello
Brescello là một đô thị ở tỉnh Reggio Emilia trong vùng Emilia-Romagna, có vị trí cách khoảng 80 km về phía tây bắc của Bologna và khoảng 25 km về phía tây bắc của Reggio Emilia.
Brescello giáp các đô thị: Boretto, Gattatico, Mezzani, Poviglio, Sorbolo, Viadana.
Brescello là Brixellum thời La Mã cổ đại. Ở đây có bức tượng Hercules của nhà điêu khắc Jacopo Sansovino dành cho Ercole II d'Este vào năm 1553.

## Một vài hình ảnh

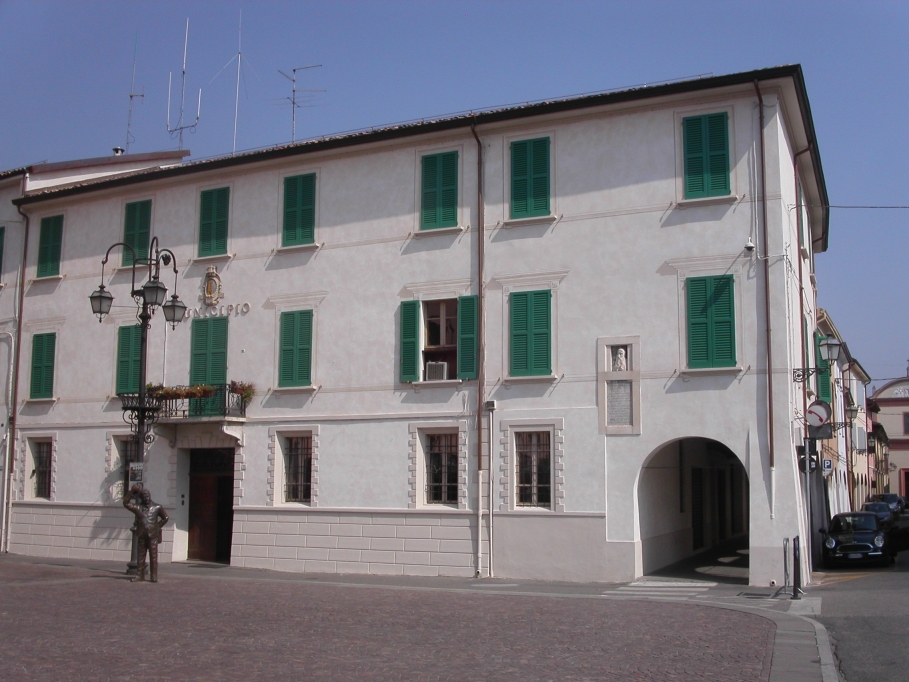
Tòa thị chính Brescello
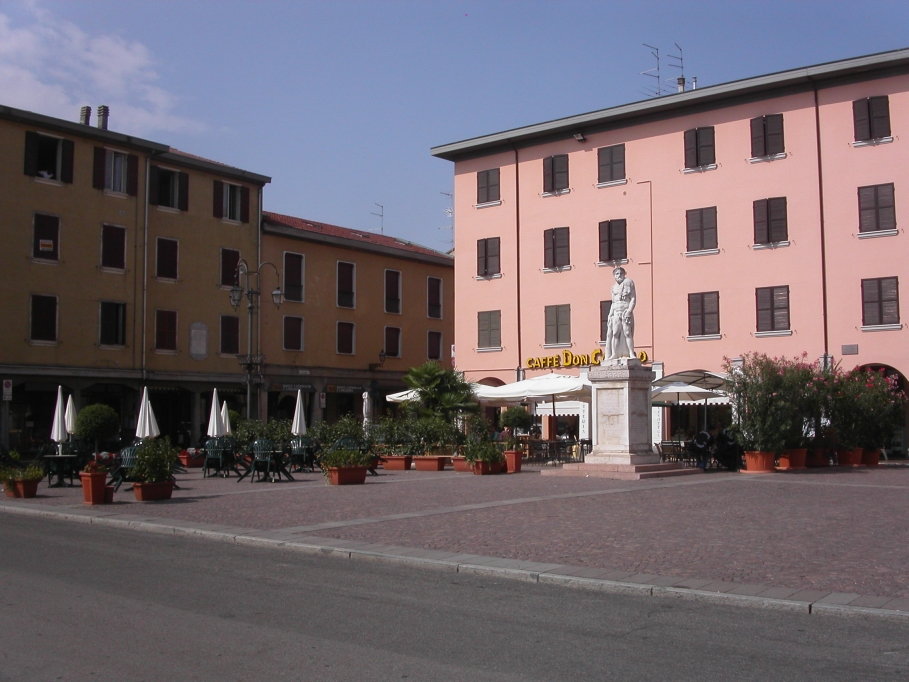
Quảng trường tòa thị chính Brescello
Trung tâm Brescello
Khu phố trung tâm Brescello
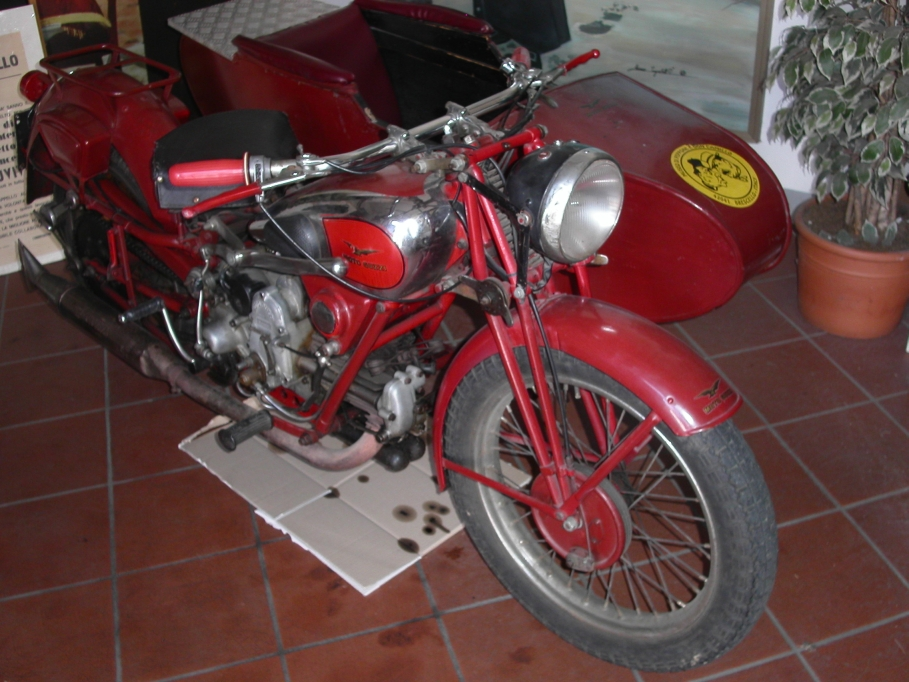
Moto Guzzi, bảo tàng "Peppone e Don Camillo"